# Suwaloh
Suwaloh is een bestuurslaag in het regentschap Bojonegoro van de provincie Oost-Java, Indonesië. Suwaloh telt 3284 inwoners (volkstelling 2010).